# Frontiers
Frontiers es el octavo álbum de Journey, lanzado el 22 de febrero de 1983 a través de Columbia Records.
Este trabajo alcanzó el puesto #2 en el ranking de Billboard.

## Canciones
| N.º | Título                         | Escritor(es)               | Duración |  |
| 1.  | «Separate Ways (Worlds Apart)» | Jonathan Cain, Steve Perry | 5:23     |  |
| 2.  | «Send Her My Love»             | Cain, Perry                | 3:55     |  |
| 3.  | «Chain Reaction»               | Cain, Perry, Neal Schon    | 4:21     |  |
| 4.  | «After the Fall»               | Cain, Perry                | 5:01     |  |
| 5.  | «Faithfully»                   | Cain                       | 4:27     |  |
| 6.  | «Edge of the Blade»            | Cain, Perry, Schon         | 4:30     |  |
| 7.  | «Troubled Child»               | Cain, Perry, Schon         | 4:29     |  |
| 8.  | «Back Talk»                    | Cain, Perry, Steve Smith   | 3:17     |  |
| 9.  | «Frontiers»                    | Cain, Perry, Schon, Smith  | 4:10     |  |
| 10. | «Rubicon»                      | Cain, Perry, Schon         | 4:19     |  |
| 11. | «Only the Young» (Bonustrack)  | Cain, Perry, Schon         | 4:18     |  |
| 12. | «Ask the Lonely» (Bonustrack)  | Cain, Perry                | 3:55     |  |
| 13. | «Liberty» (Bonustrack)         | Cain, Perry, Schon         | 2:54     |  |
| 14. | «Only Solutions» (Bonustrack)  | Cain, Perry, Schon         | 3:33     |  |

## Banda
- Steve Perry - voz principal
- Neal Schon - guitarra principal, voces
- Steve Smith - batería, percusión
- Ross Valory - bajo, voces
- Jonathan Cain - teclados, voces, guitarra rítmica en "Back Talk"